# Michael Masi
Michael Masi, född 8 juni 1978, är en australisk idrottsledare och sportdomare som var senast tävlingschef för Formel 1 mellan mars 2019 och februari 2022.
Han har tidigare arbetat med bland annat standardvagnsracing, V8 Supercars och karting hemma i Australien. År 2019 fick Masi en anställning hos det internationella bilsportförbundet Fédération Internationale de l'Automobile (Fia), som biträdande tävlingschef för Formel 2 och Formel 3 samt vid utvalda tävlingar till Charlie Whiting i Formel 1. Den 14 mars 2019 avled Whiting av lungemboli, vilket var bara tre dagar innan Australiens Grand Prix 2019 skulle äga rum, Fia då tvingades ta till en nödlösning och befordrade Masi till att temporärt ersätta Whiting. I juli meddelades det att Masi skulle fortsätta i sin nya roll. Masi blev kritiserad för sitt kontroversiella beslut vid 2021 sista race Abu Dhabi Grand Prix 2021 då det beslutet inkluderat en säkerhetsbil gav Max Verstappen en ny chans att köra om Lewis Hamilton på det sista varvet och köra hem Världsmästartiteln i Formel 1. Den 17 februari 2022 meddelade Fia att Masi hade blivit ersatt som tävlingschef av Eduardo Freitas och Niels Wittich.